# Isthmohyla picadoi
Isthmohyla picadoi är en groddjursart som först beskrevs av Dunn 1937.  Isthmohyla picadoi ingår i släktet Isthmohyla och familjen lövgrodor. IUCN kategoriserar arten globalt som nära hotad. Inga underarter finns listade i Catalogue of Life.